# Marijn Trio
Marijn Trio (1989) is Belgisch journalist bij VRT NWS gespecialiseerd in Rusland, Oekraïne en Oost-Europa bij de buitenlandredactie. Soms geeft hij ook verslag over het Midden-Oosten en de Verenigde Staten.
Marijn Trio is de jongste zoon van journalist en radiopresentator Werner Trio, en de broer van Lieven Trio, die filmjournalist is.

## Opleiding en werk
Trio deed de bacheloropleiding Oost-Europese Talen en Culturen aan de Universiteit Gent. Hij studeerde Slavistiek; tijdens de opleiding combineerde hij Russisch met Tsjechisch en een minor Duits. Tijdens zijn derde bachelor ging hij een half jaar op uitwisseling naar Moskou, bij de Russische Staatsuniversiteit voor Geesteswetenschappen. Hierna besloot hij na de bacheloropleiding Slavistiek te stoppen. Daarna startte hij met de master Theater- en Filmwetenschap aan de Universiteit Antwerpen. Tijdens zijn master deed hij journalistieke ervaring op door een nieuwsblog te beginnen over Rusland en Oost-Europa, waar hij analyses en vertalingen van Russische nieuwsbronnen publiceerde. Toen hij afstudeerde, solliciteerde hij bij onder andere Radio 1 door mee te werken op de redactie bij verschillende programma’s. Na anderhalf jaar bood zich een kans aan bij de nieuwsdienst van de VRT. Op dat moment woedde de crisis in Oekraïne volop en liet Poetin zich steeds meer internationaal gelden. Daarom was er nood aan een Russischsprekende journalist. Hij kwam terecht bij radionieuws en duiding.
Naast zijn werk als journalist neemt Trio deel aan publieke en academische debatten over Oost-Europese kwesties. Zo was hij betrokken bij de gespreksreeks 'Oekraïne, grensland?', georganiseerd door de Humanities Academie van de Universiteit Gent. Daar besprak hij samen met andere experts de rol van wetenschappers en kunstenaars in tijden van conflict.

## Oorlog Oekraïne-Rusland
Trio was in Oekraïne op het moment dat Rusland het land binnenviel op 24 februari 2022. Net na de speech van Vladimir Poetin in de nacht van 23 op 24 februari moest hij snel westwaarts rijden door gevaar. Hij was namelijk op dat moment in het oosten van Oekraïne, vlak bij de pro-Russische rebellenrepublieken. Sindsdien heeft hij meerdere reportages gemaakt over de oorlog, zowel ter plaatse als vanuit de studio. Hij volgt de militaire en politieke ontwikkelingen in Oekraïne en Rusland op de voet en geeft duiding in verschillende VRT-programma's.